# Penkensee
Penkensee este o arie protejată (sit de importanță comunitară — SCI) din Austria întinsă pe o suprafață de 8 ha, integral pe uscat.

## Localizare
Centrul sitului Penkensee este situat la coordonatele 46°34′56″N 14°07′26″E / 46.5823°N 14.1238°E.

## Înființare
Situl Penkensee a fost declarat sit de importanță comunitară în martie 2016 pentru a proteja 1 specie de plante.

## Biodiversitate
Situată în ecoregiunea alpină, aria protejată nu include niciun habitat protejat.
La baza desemnării sitului se află o specie protejată de  plante: Hamatocaulis vernicosus.